# Clinterocera scabrosa
Clinterocera scabrosa är en skalbaggsart som beskrevs av Victor Ivanovitsch Motschulsky 1853. Clinterocera scabrosa ingår i släktet Clinterocera och familjen Cetoniidae. Inga underarter finns listade i Catalogue of Life.